# یئوم هو-سئوب
یئوم هو-سئوب (انگلیسی: Yeom Hyo-Seob) یک تکواندوکار اهل کره جنوبی است. وی در مسابقات قهرمانی تکواندو جهان ۲۰۰۹ در کپنهاگ، دانمارک، در دسته خروس‌وزن (۶۳- کیلوگرم) مدال طلا را از آن خود کرد.

## فینال جنجالی
در مسابقات جهانی ۲۰۰۹، یئوم با امتیاز نهایی ۴–۲، در مسابقه‌ای بسیار بحث‌برانگیز مدال طلا را مقابل رضا نادریان از ایران بدست آورد. یئوم در اواسط دور دوم با نتیجه ۲–۱ عقب بود که داور برای ضربه‌ای که در واقع به هدف برخورد نکرد، سه امتیاز ضربه به سر را به یئوم داد. ایران درخواست پخش ویدئو را داشت اما داور مسابقه رد کرد. سپس در دور سوم و در حالی که یئوم با یک امتیاز پیش بود، داور درخواست تیم کره را برای پخش ویدئو پذیرفت و یک امتیاز از تکواندوکار ایرانی گرفت. یئوم تا پایان دور سوم مدام با استفاده از حملات جعلی مانع حملات حریف ایرانی شد و حتی وقتی ۵ ثانیه به پایان مسابقه باقی مانده بود تشک را ترک کرد. بعد از مسابقه، بسیاری از رسانه‌های کره جنوبی از قضاوت جنجالی و پایان غیرورزشی یئوم انتقاد کردند.